# 堺市産業振興センター

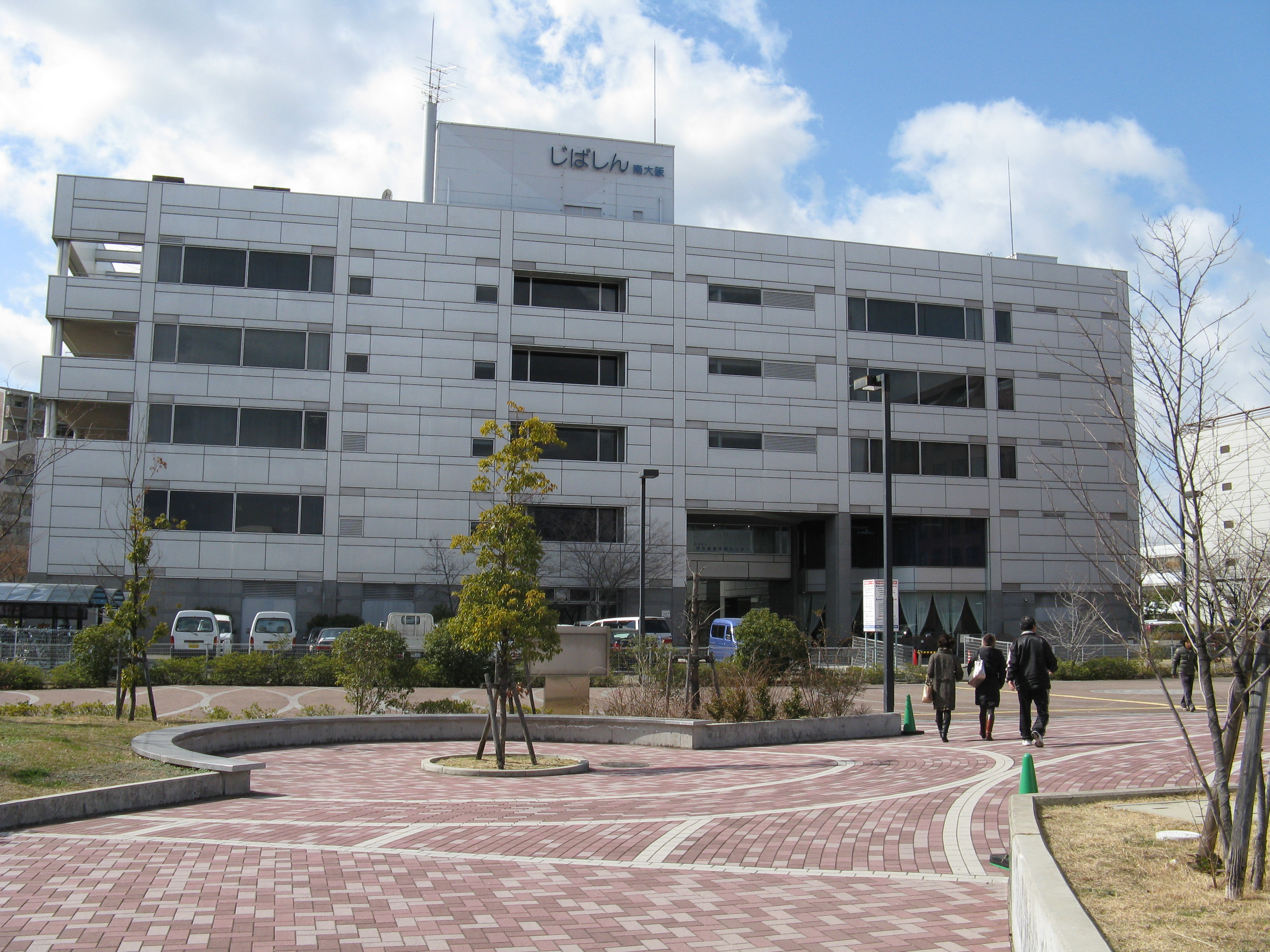
堺市産業振興センター

公益財団法人堺市産業振興センター（こうえきざいだんほうじんさかいしさんぎょうしんこうせんたー）は、大阪府堺市北区にある堺市産業振興局商工部ものづくり支援課が所管する外郭団体。地域産業の振興、人材の育成、市内企業に対する融資などを行っている。

## 沿革
- 2006年（平成18年）3月末まで - 財団法人堺市中小企業振興会と財団法人南大阪地域地場産業振興センターの2団体が存在し、ともに地域の中小企業に対する振興事業を行っていた。
- 2006年（平成18年）3月31日 - 財団法人南大阪地域地場産業振興センターが解散した（なお本件は、全国の地場産業振興センターの中で最初の解散事例となる）。財団清算に伴う残余財産等は財団法人堺市中小企業振興会に継承された。
- 2006年（平成18年）4月1日 - 財団法人堺市中小企業振興会が財団法人堺市産業振興センターに財団名称を変更。
- 2012年（平成24年）4月1日 - 公益財団法人へ移行。

## 所在地
- 大阪府堺市北区長曽根町183番地5

## 交通
- 南海高野線・南海泉北線・地下鉄御堂筋線中百舌鳥駅から徒歩3分

## イベント
- 毎年2月に堺刃物の展示や販売などを行う「堺刃物まつり」を開催。